# CI Tauri
CI Tauri är en ensam stjärna belägen i den mellersta delen av stjärnbilden Oxen. Den har en skenbar magnitud av ca 13,8  och kräver ett kraftfullt teleskop för att kunna observeras. Baserat på parallaxmätning inom Hipparcosuppdraget enligt på ca 6,30 mas, beräknas den befinna sig på ett avstånd på ca 520 ljusår (160 parsek) från solen. Den rör sig bort från solen med en heliocentrisk radialhastighet på ca 16 km/s.

## Egenskaper
CI Tauri är en orange till röd underjättestjärna av spektralklass K4 IVe, som fortfarande samlar material från en omgivande stoftskiva i ojämn takt, möjligen modulerad av en inre planets excentriska omloppsrörelse. De spektrala signaturerna för föreningar av svavel har observerats från skivan. Den har en massa som är lika med ca 0,8 solmassa, en radie som är ca 1,9 solradie och utsänder energi från dess fotosfär motsvarande ca 0,57 gånger solen vid en effektiv temperatur av ca 3 600 K. Magnetfältet på ytan av CI Tauri, lika med 0,22 T, är nära genomsnittet för T Tauri-stjärnor.

## Planetsystem
År 2016 upptäcktes en exoplanet, CI Tauri b, som kretsar kring CI Tauri på en mycket snäv men samtidigt excentrisk bana med en omloppsperiod av 9 dygn. Upptäckten av CI Tauri b var anmärkningsvärd eftersom den är en het Jupiter, som antas ta minst 10 miljoner år att bildas, och som ofta anses vara för nära sin värdstjärna för att ha bildats där. Den spektrala signaturen av kolmonoxid som tillskrivs atmosfären i CI Tauri b upptäcktes 2019.

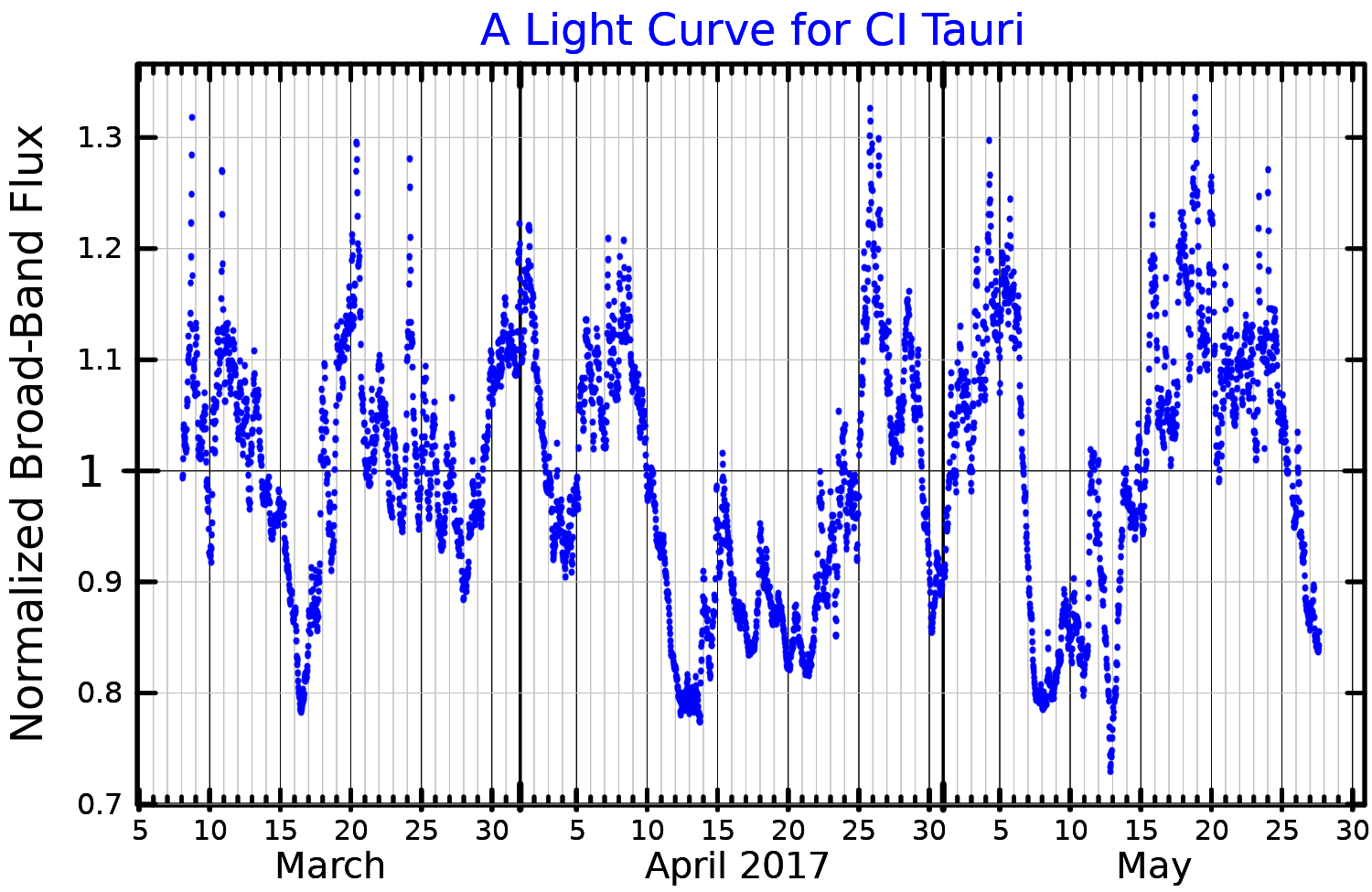
Bredbandig optisk ljuskurva för CI Tauri, plottad från Roggero et al. (2021)

År 2018 tillkännagavs den möjliga upptäckten av ytterligare tre exoplaneter (som slutsats av luckor i den protoplanetära skivan som omger stjärnan). Genom att använda Atacama Large Millimeter Array (ALMA) för att leta efter "syskon" till CI Tauri b, upptäckte ett team av forskare tre distinkta luckor i den protoplanetära skivan som deras teoretiska modellering antyder orsakas av tre andra planeter. De två yttre planeterna tros vara ungefär Saturnus massa, medan den inre planetens massa är ungefär densamma som CI Tauri b. Två av de nya planeterna är belägna på liknande sätt som de som antas i den protoplanetära skivan HL Tauri. Om denna upptäckt bekräftas skulle detta vara den mest massiva samlingen av exoplaneter som någonsin upptäckts vid denna ålder med dess fyra planeter som spänner över en faktor tusen i omloppsradie.

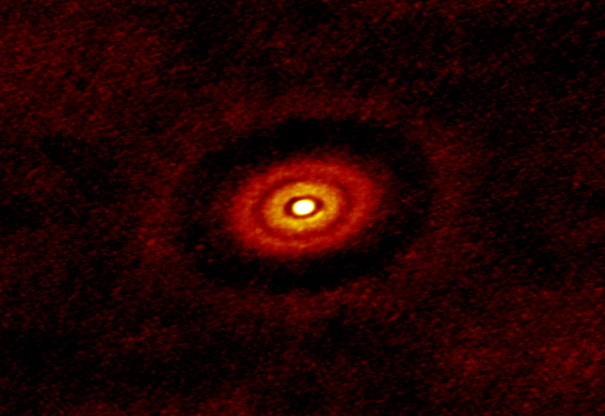
Atacama Large Millimeter Array bild av CI Tauri, som visar tre gap i skivan.

Luckorna är synliga vid bredbandsfotografering, men inte i gasspektrallinjerna. Dessa "luckor" kan vara skuggor av stoft med lägre temperaturer i den inre skivan som kastas på yttre delar snarare än verkliga luckor orsakade av planeter. Stoftskivan sträcker sig 200 - 600 AE från stjärnan och har en lutning av 50,3° mot siktlinjen från Jorden.
| Planet         | Massa            | Halv storaxel (AE) | Siderisk omloppstid (d) | Excentricitet | Inklination | Radie |
| -------------- | ---------------- | ------------------ | ----------------------- | ------------- | ----------- | ----- |
| b              | 11,6 ± 2,7 MJ    | -                  | 8,9891 ± 0,0202         | 0,25 ± 0,16   | -           | -     |
| c (obekräftad) | 0,525 ± 0,275 MJ | 104,5 ± 1,6        | -                       | -             | -           | -     |